# اوروال فاوبس
اوروال فاوبس (۷ ژانویه ۱۹۱۰ – ۱۴ دسامبر ۱۹۹۴)، یک سیاستمدار آمریکایی بود که از سال ۱۹۵۵ تا ۱۹۶۷ میلادی به عنوان عضو حزب دموکرات، به عنوان ۳۶مین فرماندار آرکانزاس ایفای وظیفه کرد.
فاوبس در سال ۱۹۵۷ میلادی از اجرای تصمیم متفق‌القول دادگاه عالی ایالات متحده در پرونده سال ۱۹۵۴ براون در برابر هیئت آموزشی امتناع کرده و به گارد ملی آرکانزاس دستور داد تا از حضور شاگردان سیاه‌پوست به دبیرستان مرکزی «صخره کوچک» جلوگیری کنند. این رویداد به عنوان بحران صخره کوچک معروف شد.

## اوان زندگی و حرفه
اوروال یوجین فاوبس در گوشه شمال‌غربی آرکانزاس نزدیک قریه کامز در خانواده جان ساموئل و آدی (موسوم به جوسلن) فاوبس متولد شد. با وجودی‌که سام فاوبس یک سوسیالیست بود و اوروال را در دانشگاه دولتی سوسیالیستی ثبت نام کرد، اورال یک مسیر کاملاً متفاوت سیاسی را با مسیر پدرش دنبال نمود.
اولین رقابت سیاسی فاوبس در سال ۱۹۳۶ میلادی بود، که او در مجلس نمایندگان آرکانزاس به رقابت پرداخت، اما شکست خورد. از او خواسته شد تا نتیجه را به چالش بکشد، اما نپذیرفت که باعث قدردانی او از سوی حزب دموکرات گردید. در نتیجه، او به عنوان کارمند مدار و ضبط کننده شهرستان مدیسون انتخاب شد، پُستی که برای دو دوره در اختیار داشت.
کتاب او، در این سرزمین دور (In This Faraway Land)، دوران نظامی زندگی او را مستند می‌کند. او تا پایان عمراش در امور جان‌بازان فعال بود. زمانی که فاوبس از جنگ برگشت، روابط خود را با رهبران حزب دموکرات آرکانزاس مخصوصاً با فرماندار اصلاحات مترقی سید مکمات، رهبر «شورش GI» در برابر فساد، که زیر نظر او مدیر کمیسیون شاهراه بود، ایجاد کرد. در عین زمان، فرانسس چری محافظه‌کار در انتخابات مقدماتی دموکرات‌ها در سال ۱۹۵۲ میلادی مکمات کاندیدا برای سومین دوره را شکست داد. چیری محبوبیتش را در میان رای‌دهندگان از دست داد و فاوبس او را در انتخابات ۱۹۵۴ به چالش کشید.

## انتخابات فرمانداری سال ۱۹۵۴
در مبارزات انتخاباتی ۱۹۵۴ میلادی، فاوبس مجبور شد، از حضور خود در کالج دولتی از بین‌رفته آرکانزاس شمال غربی در مینا و هم‌چنین از پرورش سیاسی اولیه خود دفاع کند. کالج مشترک‌المنافع توسط فعالان علمی و اجتماعی چپ‌گرا تشکیل شده بود، که برخی از آن‌ها بعداً مشخص شد، که روابط نزدیکی با حزب کمونیست ایالات متحده داشتند. بیشتر آن‌های که آن‌جا حضور یافته و تدریس کردند، جوانان ایده‌آل‌گرایی بودند. که به دنبال تحصیل، یا در مورد فاکولته، دنبال شغلی بودند که با اتاق و هیئت مدیره هم‌راه باشد.

### انتخابات مقدماتی دموکرات
در جریان دور دوم انتخابات، چیری و نمایندگان‌اش، فاوبس را به حضور در مدرسه «کمونیستی» متهم کرده و تلویحاً اظهار داشتند، که اندیشه او چپ‌گرا باقی مانده‌است. فاوبس در ابتدا از حاضر شدن امتناع ورزید و بعداً از ثبت نام‌کردن «صرف برای چند هفته» اعتراف کرد. بعداً، ثابت شد که او برای بیشتر از یک سال در آن مدرسه مانده‌است، نمرات عالی کسب کرده و به عنوان رئیس ارگان محصلین انتخاب شده‌است. فاوبس گروهی از دانشجویان را رهبری کرد که به نمایندگی از اعتبار کالج در برابر قانون‌گذاران ایالتی شهادت دادند. با این وجود، تلاش‌ها برای معرفی کاندیدا به عنوان یک هوادار کمونیست در یک فضایی که نارضایتی فزاینده علیه چنین اتهاماتی وجود داشت، نتیجه معکوس داد. فاوبس با اختلاف اندکی چیری را شکست داده و برنده فرمانداری دموکرات گردید. رابطه میان این دو مرد تا چندین سال به خوبی پیش رفت، اما زمانی که چیری در سال ۱۹۶۵ میلادی وفات کرد، فاوبس از سیاست دست کشید و به تمجید از سلف خود می‌پرداخت.

### انتخابات عمومی
فاوبس در اردوی انتخابات عمومی در برابر پرات سی ریمل، شهردار صخره کوچک، تأیید جفرسون دبلیو اسپک، نامزد قبلی فرمانداری جمهوری‌خواه سال‌های ۱۹۵۰ و ۱۹۵۲، یک کشاورز از شهرستان می‌سی‌سی‌پی در غرب آرکانزاس را به دست آورد. فاوبس ریمل را با اختلاف ۶۳ و ۳۷ درصد شکست داد. ریمل، تاجر و فرزند یک خانواده برجسته جمهوری‌خواه، قوی‌ترین رای در آن زمان را برای یک نامزد حزب جمهوری‌خواه از زمان بازسازی به دست آورد. فاوبس رادیکالیزم پدرش برای نیو دیل همه پسندتر، یک جنبش پراگماتیک را رد کرد. او به عنوان یک لیبرال دموکرات فرماندار انتخاب شد. او که در امور نژادی میانه‌رو بود، سیاست‌های نژادی را اتخاذ کرد که برای رای‌دهندگان تأثیرگذار سفیدپوست در منطقه دلتا به عنوان بخشی از استراتیژی برای تأثیرگذاری بر اصلاحات اجتماعی کلیدی و رشد اقتصادی در آرکانزاس، خوشایند بود.

## فرماندار آرکانزاس، ۱۹۵۵–۱۹۶۷
انتخابات سال ۱۹۵۴ فاوبس را نسبت به حملات راست‌گرای سیاسی حساس کرد. گفته می‌شود که این حساسیت به موضع بعدی او در برابر ادغام، زمانی که توسط عناصر جدایی‌طلب در حزب خود به چالش کشیده شد، کمک کرد. او به عنوان یک مبارز انفرادی مؤثر شناخته می‌شد و گفته می‌شد که هرگز کسی را که می‌خواست با او دست بدهد دور نمی‌زد، ولو هرقدر زمان می‌برد.

### بحران صخره کوچک

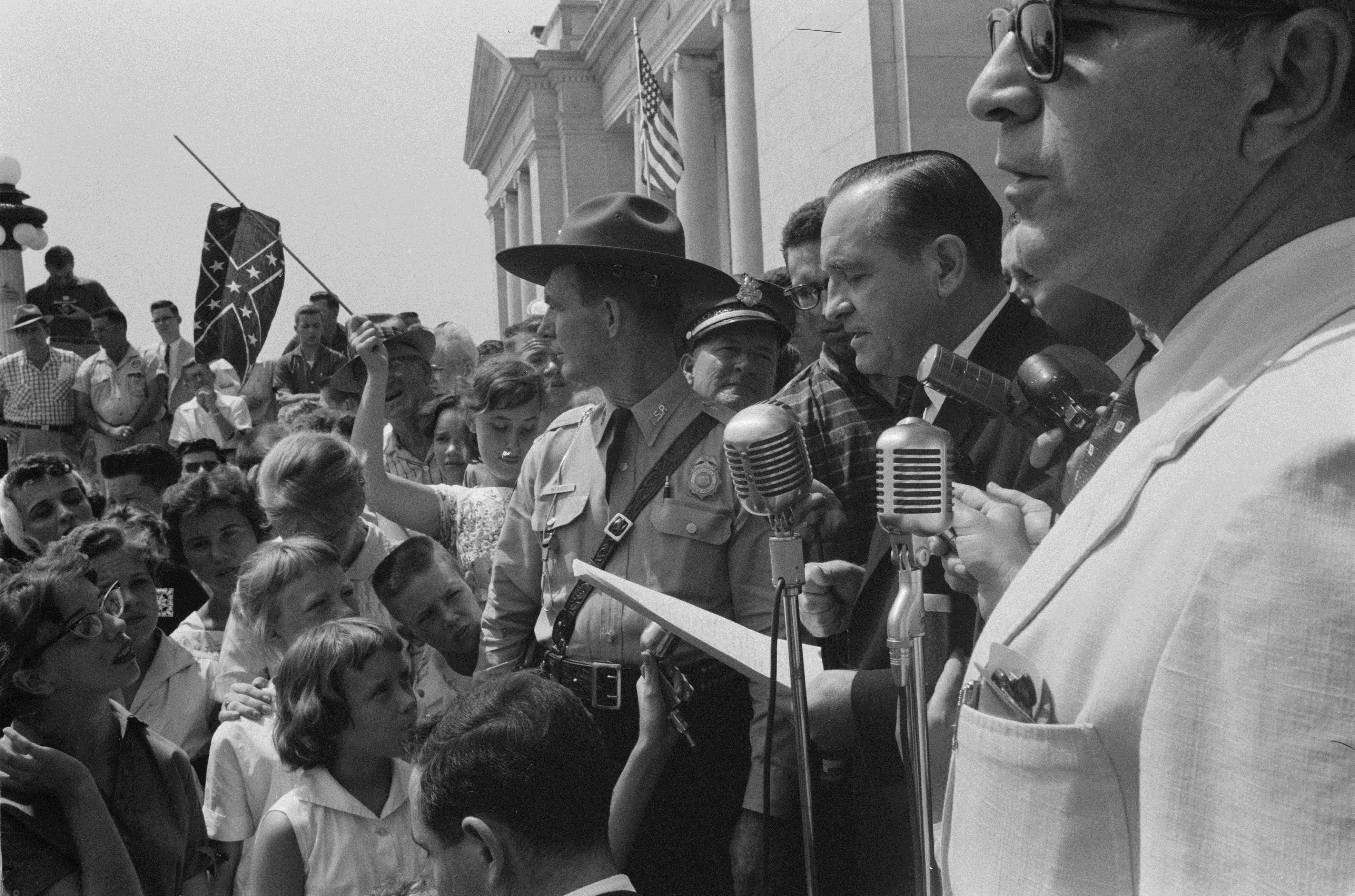
فاوبس در حال صحبت با جمعیت معترض در رابطه با یکپارچه سازی مدارس صخره کوچک

در جریان بحران صخره کوچک در سال ۱۹۵۷ میلادی، زمانی که فاوبس از گارد ملی آرکانزاس برای متوقف ساختن حضور آفریقایی آمریکایی‌ها در دبیرستان مرکزی صخره کوچک به عنوان بخشی از دستور تفکیک نژادی فدرال استفاده کرد، نام او در سطح بین‌الملل معروف گردید.
منتقدین مدت‌ها مدعی بودند که مبارزه فاوبس در صخره کوچک در برابر تصمیم دادگاه عالی ایالات متحده در سال ۱۹۵۴ میلادی در پرونده براون علیه هیئت آموزشی که مدارس مختلف ذاتاً نابرابر هستند، انگیزه‌های سیاسی داشت. نبرد متعاقب به محافظت از او در برابر پیامدهای سیاسی در برابر افزایش مالیات و کاهش دادخواهی جانسون کمک کرد. هری اشمور، روزنامه‌نگار (که برنده جایزه پولیتزر برای ستون‌های‌اش در این زمینه شد) مبارزه بر سر دبیرستان مرکزی را به عنوان یک بحران ساخته‌شده توسط فاوبس به تصویر کشید. اشمور گفت که فاوبس از گارد استفاده می‌کرد تا سیاه‌پوستان را از دبیرستان مرکزی دور نگه دارد، زیرا از موفقیتی که مخالفان سیاسی‌اش در استفاده از لفاظی‌های جدایی‌طلبانه برای برانگیختن رأی‌دهندگان سفیدپوست داشتند، ناامید شده بود.
تصمیم فاوبس به رویارویی با رئیس‌جمهور دوایت دی آیزنهاور و فرماندار سابق سید مکمات منجر شد. در ۵ سپتامبر ۱۹۵۷، آیزنهاور تلگرافی به فرماندار اوروال ای فاوبس فرستاد که در آن نوشت: «تنها اطمینانی که می‌توانم به شما بدهم این است که قانون اساسی فدرال توسط من با هر وسیله قانونی به دستور من مورد حمایت قرار خواهد گرفت». این پاسخی بود، به نگرانی فاوبس در مورد بازداشت شدن و سیم‌کشی تلفن‌های‌اش. آیزنهاور در تلگرام خود گفت که وزارت عدلیه در حال جمع‌آوری حقایق در مورد علت عدم تابعیت آن از قوانین دادگاه است. این منجر به کنفرانس ۱۴ سپتامبر شد، که در آن فاوبس و آیزنهاور در مورد حکم دادگاه در نیوپورت، جزیره رود بحث کردند. نقل‌قول «بحث دوستانه و سازنده» منجر به ادعای فرماندار شد، که تمایل خود را به انجام وظیفه خود در قبال قانون اساسی، صرف نظر از نظرات شخصی ابراز کند. فرماندار ابراز امیدواری کرد، که وزارت عدلیه صبور باشد. فرماندار آرکانزاس به قول خود وفادار ماند و در ۲۱ سپتامبر، رئیس‌جمهور آیزنهاور بیانیهٔ منتشر کرد، که در آن اعلام کرد فرماندار نیروهای خود را خارج کرد. هیئت دبیرستان صخره کوچک در حال اجرای طرح‌های حذف تبعیض نژادی بوده و قوانین محلی آماده نظم‌گیری هستند.